# Colin Smith
Colin Smith (Harare, 23 settembre 1983) è un canottiere britannico, vincitore della medaglia d'argento nell'8 con a Pechino 2008.

## Palmarès
- Olimpiadi

Pechino 2008: argento nell'8 con.
- Campionati del mondo di canottaggio

2007 - Monaco di Baviera: bronzo nel 2 senza.